# Melrand
Melrand település Franciaországban, Morbihan megyében. Lakosainak száma 1559 fő (2022. január 1.). Melrand Guern, Saint-Barthélemy, Quistinic, Bubry és Pluméliau-Bieuzy községekkel határos.

## Népesség
A település népességének változása:
| Lakosok száma | 2031 | 1771 | 1584 | 1511 | 1502 | 1501 | 1516 | 1521 | 1520 | 1559 |
|               | 1968 | 1982 | 1990 | 2006 | 2013 | 2015 | 2017 | 2019 | 2020 | 2022 |